# Tekoá Tapixi
Tekoá Tapixi é uma comunidade indígena guarani localizada no município brasileiro de Nova Laranjeiras, no oeste do estado do Paraná.